# Andy Griffin
Andrew "Andy" Griffin, född 7 mars 1979 i Wigan, är en engelsk fotbollsspelare (försvarare), som spelar i Championship-klubben Reading FC. Han har tidigare spelat för Stoke City, Newcastle, Portsmouth och Derby och även gjort tre U21-landskamper för England.
I Newcastle hade Griffin en sorts nyckelroll under säsongen 2002/2003, och även i UEFA Champions League där han bland annat gjorde ett sent vinnarmål mot Juventus. Under sin tid i Portsmouth var han mestadels utlånad till Stoke. Den 31 juli 2007 skrev han på ett treårskontrakt med Derby County, men flyttade redan den 11 januari 2008 till Stoke City för en summa på 300 000 pund. Han blev snart lagkapten i klubben.
Sen 2012 spelar Andy Griffin i Doncaster Rovers. 